# Steagul Sfântului David

Steagul Sfântului David

Steagul Sfântului David (galeză Baner Dewi Sant) este format dintr-o cruce galbenă pe un fundal negru, însă mai poate apărea ca o cruce neagră pe un fundal galben, sau cu o cruce zimțată. Acesta îl reprezintă pe Sfântul David (galeză Dewi Sant; 500-589), un episcop galez și hramul Țării Galilor.